# Gilles Davignon
Pour les articles homonymes, voir Davignon.
 Gilles François Davignon, né à Herve, le 3 juin 1780 et décédé à Verviers le 26 octobre 1859 fut un homme politique belge francophone libéral.

## Biographie
Il fut industriel et administrateur de la Banque nationale de Belgique, rentier.
Ce petit-fils par sa mère d'un bourgmestre de Herve (1752-1753), quitte cette ville et crée une fabrique de tissus à Lambermont. Il y fut échevin de 1822 à 1835 avant de devenir ensuite conseiller communal de 1836 à 1845. Ses deux frères, Léonard-Joseph, pharmacien (1789-1852) et Jean-Guillaume, fabricant de draps (1782-1866) font partie de la Commission de Sûreté publique de Verviers, lors des évènements d'août-septembre 1830, tandis que Gilles-François est élu le 3 novembre 1830, membre du Congrès national (1830-1831). Il y plaide pour la réunion de la Belgique à la France et se prononce en faveur de la candidature du duc de Nemours, alors qu'il vota pour l'exclusion des Nassau et l'abolition de toute distinction d'ordres et contre le Traité des XVIII articles et l'institution du Sénat.
Lors des premières élections générales du 29 août 1831, il est élu pour l'arrondissement de Verviers; il est réélu en 1833.
Nommé administrateur de la Banque de Belgique, il ne peut plus être candidat à la Chambre en 1835,,. Il sera néanmoins élu conseiller provincial de la province de Liège où il siègera de 1836 à 1846. Il en sera vice-président de 1836 à 1838, de 1839 à 1840 et de 1842 à 1844. Échevin de Lambermont, il en quittera le conseil communal en 1845.
Il fut échevin de Lambermont, membre du Congrès national (Belgique) et ensuite du parlement, élu par l'arrondissement de Verviers (1831-35) et conseiller provincial de la province de Liège.